# Myrmecocichla melaena
Myrmecocichla melaena е вид птица от семейство Muscicapidae.

## Разпространение
Видът е разпространен в Еритрея и Етиопия.